# Nemotelus syriacus
Nemotelus syriacus är en tvåvingeart som beskrevs av Lindner 1937. Nemotelus syriacus ingår i släktet Nemotelus och familjen vapenflugor. Inga underarter finns listade i Catalogue of Life.